# Электрический заряд
Электри́ческий заря́д (коли́чество электри́чества) — физическая скалярная величина, показывающая способность тел быть источником электромагнитных полей и принимать участие в электромагнитном взаимодействии.
Впервые электрический заряд был введён в законе Кулона в 1785 году.
Единица измерения электрического заряда в Международной системе единиц (СИ) — кулон. Один кулон равен электрическому заряду, проходящему через поперечное сечение проводника с током силой в 1 А за время 1 с. Если два тела, каждое из которых обладает электрическим зарядом (q1 = q2 = 1 Кл), расположены в вакууме на расстоянии 1 м, то они взаимодействуют приблизительно с силой в 9⋅109 H.

## История

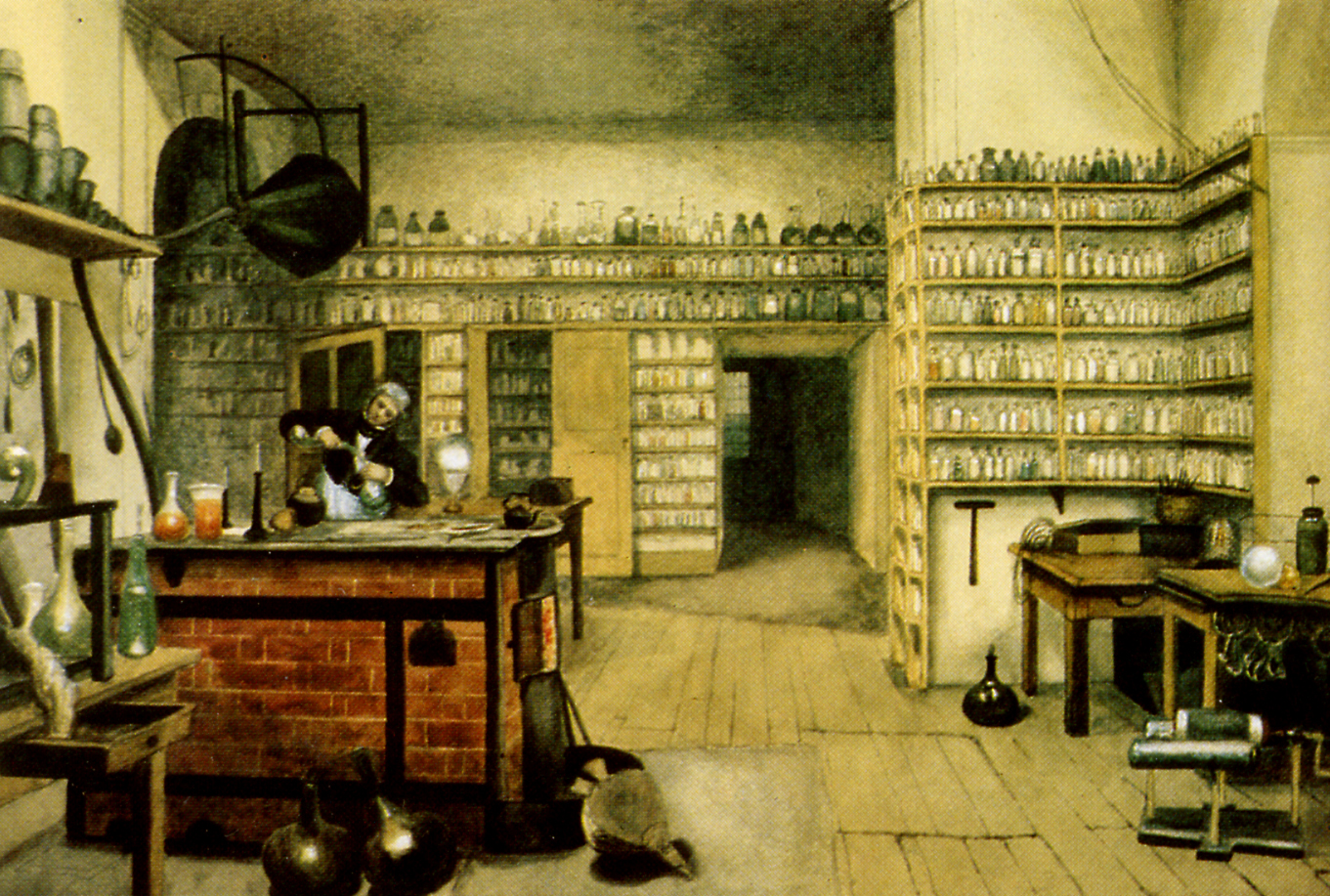
Майкл Фарадей за опытами в своей лаборатории

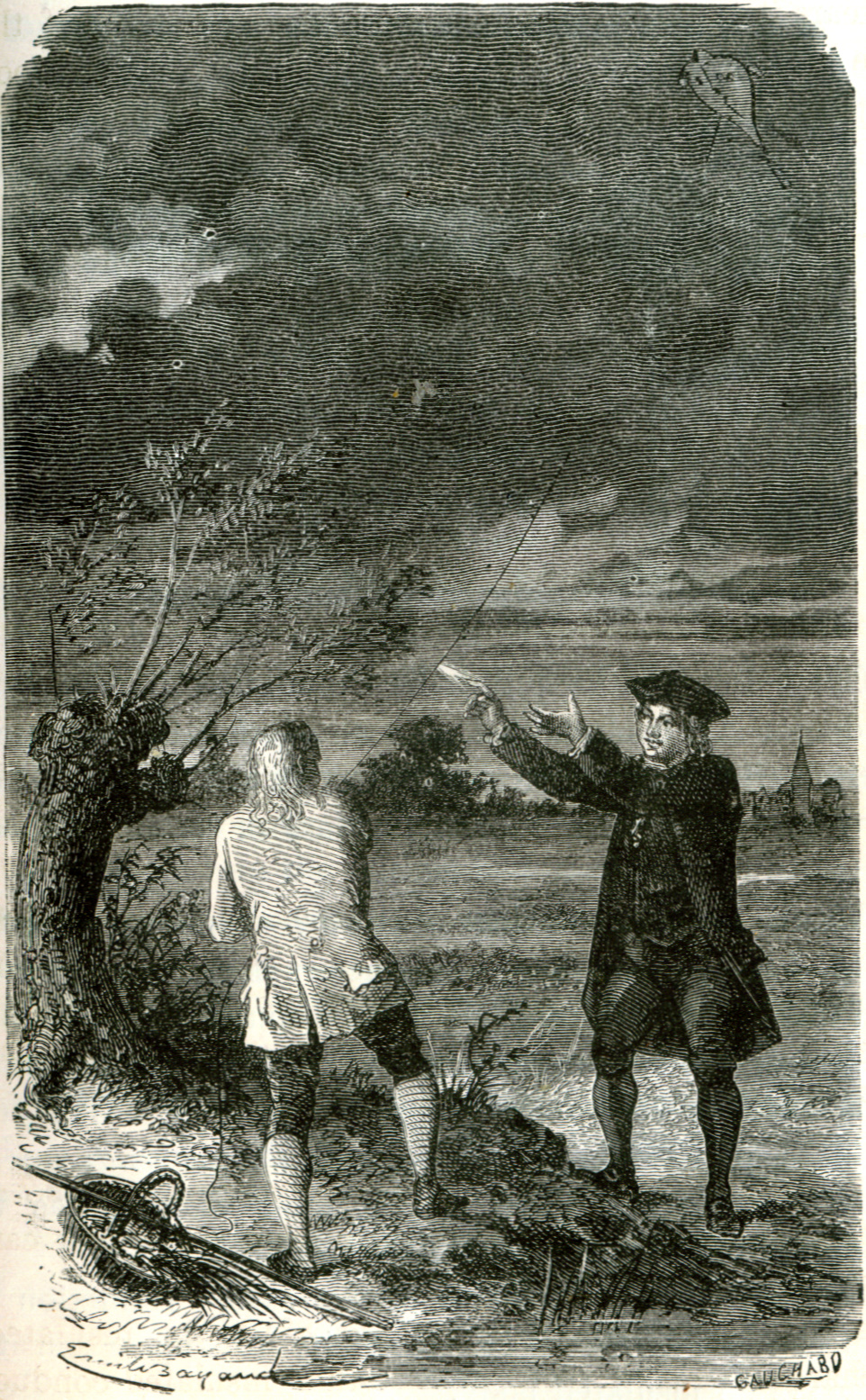
Бенджамин Франклин проводит свой знаменитый опыт с летающим змеем, в котором доказывает, что молния — это электричество.

Ещё в глубокой древности было известно, что янтарь (др.-греч. ἤλεκτρον — электрон), потёртый о шерсть, притягивает лёгкие предметы. А уже в конце XVI века английский врач Уильям Гильберт назвал тела, способные после натирания притягивать лёгкие предметы, наэлектризованными.
В 1729 году Шарль Дюфе установил, что существует два рода зарядов. Один образуется при трении стекла о шёлк, а другой — смолы о шерсть. Поэтому Дюфе назвал заряды «стеклянным» и «смоляным» соответственно. Понятие о положительном и отрицательном заряде ввёл Бенджамин Франклин.
В начале XX века американский физик Роберт Милликен опытным путём показал, что электрический заряд дискретен, то есть заряд любого тела составляет целое кратное от элементарного электрического заряда.

## Электростатика
Электростатикой называют раздел учения об электричестве, в котором изучаются взаимодействия и свойства систем электрических зарядов, неподвижных относительно выбранной инерциальной системы отсчёта.
Величина электрического заряда (иначе, просто электрический заряд), как и любая сила, может принимать только положительные значения. Запись с отрицательным знаком обозначает обратное направление. Она является численной характеристикой носителей заряда и заряженных тел. Эта величина определяется таким образом, что силовое взаимодействие, переносимое полем между зарядами, прямо пропорционально величине зарядов, взаимодействующих между собой частиц или тел, а направления сил, действующих на них со стороны электромагнитного поля, зависят от знака зарядов.
Электрический заряд любой системы тел состоит из целого числа элементарных зарядов, равных примерно 1,6⋅10−19 Кл в системе СИ или 4,8⋅10−10 ед. СГСЭ. Носителями электрического заряда являются электрически заряженные элементарные частицы. Наименьшей по массе устойчивой в свободном состоянии частицей, имеющей один отрицательный элементарный электрический заряд, является электрон (его масса равна 9,11⋅10−31 кг). Наименьшая по массе устойчивая в свободном состоянии античастица с положительным элементарным зарядом — позитрон, имеющая такую же массу, как и электрон. Также существует устойчивая частица с одним положительным элементарным зарядом — протон (масса равна 1,67⋅10−27 кг) и другие, менее распространённые частицы. Выдвинута гипотеза (1964 г.), что существуют также частицы с меньшим зарядом (±⅓ и ±⅔ элементарного заряда) — кварки; однако они не выделены в свободном состоянии (и, по-видимому, могут существовать лишь в составе других частиц — адронов), в результате любая свободная частица несёт лишь целое число элементарных зарядов.
Электрический заряд любой элементарной частицы — величина релятивистски инвариантная. Он не зависит от системы отсчёта, а значит, не зависит от того, движется этот заряд или покоится, он присущ этой частице в течение всего времени её жизни, поэтому элементарные заряженные частицы зачастую отождествляют с их электрическими зарядами. В целом, в природе отрицательных зарядов столько же, сколько положительных. Электрические заряды атомов и молекул равны нулю, а заряды положительных и отрицательных ионов в каждой ячейке кристаллических решёток твёрдых тел скомпенсированы.

## Взаимодействие зарядов

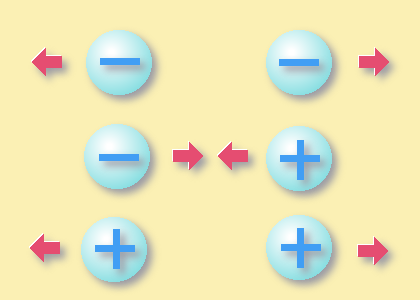
Взаимодействие электрически заряженных тел: одноимённо заряженные тела отталкиваются, разноимённо — притягиваются друг к другу

Самое простое и повседневное явление, в котором обнаруживается факт существования в природе носителей электрических зарядов, — электризация тел при соприкосновении. Способность носителей электрических зарядов как к взаимному притяжению, так и к взаимному отталкиванию объясняется существованием двух различных видов электрических зарядов. Один вид электрического заряда называют положительным, а другой — отрицательным. Разноимённо заряженные тела притягиваются, а одноимённо заряженные — отталкиваются друг от друга.
При соприкосновении двух электрически нейтральных тел в результате трения заряды переходят от одного тела к другому. В каждом из них нарушается равенство суммы положительных и отрицательных зарядов, и тела заряжаются разноимённо.
При электризации тела через влияние в нём нарушается равномерное распределение заряда. Они перераспределяются так, что в одной части тела возникает избыток положительного заряда, а в другой — отрицательных. Если две эти части разъединить, то они будут заряжены разноимённо.
| Симметрия в физике             | Симметрия в физике                    | Симметрия в физике               |
| Преобразование                 | Соответствующая инвариантность        | Соответствующий закон сохранения |
| ------------------------------ | ------------------------------------- | -------------------------------- |
| ↕ Трансляции времени           | Однородность времени                  | …энергии                         |
| ⊠ C, P, CP и T-симметрии       | Изотропность времени                  | …чётности                        |
| ↔ Трансляции пространства      | Однородность пространства             | …импульса                        |
| ↺ Вращения пространства        | Изотропность пространства             | …момента импульса                |
| ⇆ Группа Лоренца (бусты)       | Относительность лоренц-ковариантность | …движения центра масс            |
| ~ Калибровочное преобразование | Калибровочная инвариантность          | …заряда                          |

## Закон сохранения электрического заряда
Совокупный электрический заряд замкнутой системы сохраняется во времени и квантуется — изменяется порциями, кратными элементарному электрическому заряду, то есть, другими словами, алгебраическая сумма электрических зарядов тел или частиц, образующих электрически изолированную систему, не изменяется при любых процессах, происходящих в этой системе.
В рассматриваемой системе могут образовываться новые электрически заряженные частицы, например, электроны — вследствие явления ионизации атомов или молекул, ионы — за счёт явления электролитической диссоциации и др. Однако, если система электрически изолирована, то алгебраическая сумма зарядов всех частиц, в том числе и вновь появившихся в такой системе, всегда сохраняется.
Закон сохранения электрического заряда — один из основополагающих законов физики. Он был впервые экспериментально подтверждён в 1843 году английским учёным Майклом Фарадеем и считается на настоящее время одним из фундаментальных законов сохранения в физике (подобно законам сохранения импульса и энергии). Всё более чувствительные экспериментальные проверки закона сохранения заряда, продолжающиеся и поныне, пока не выявили отклонений от этого закона.

## Свободные носители заряда
В зависимости от концентрации свободных носителей электрических зарядов тела делятся на проводники, диэлектрики и полупроводники.
- Проводники — тела, в которых носители электрического заряда могут перемещаться по всему его объёму. Проводники делятся на две группы: 1) проводники первого рода (металлы), в которых перемещение носителей элементарных электрических зарядов (свободных электронов) не сопровождается химическими превращениями; 2) проводники второго рода (например, расплавленные соли, растворы кислот), в которых перенос носителей зарядов (положительных и отрицательных ионов) ведёт к химическим изменениям.
- Диэлектрики (например стекло, пластмасса) — тела, в которых практически отсутствуют свободные носители электрического заряда.
- Полупроводники (например, германий, кремний) занимают промежуточное положение между проводниками и диэлектриками.

## Измерение

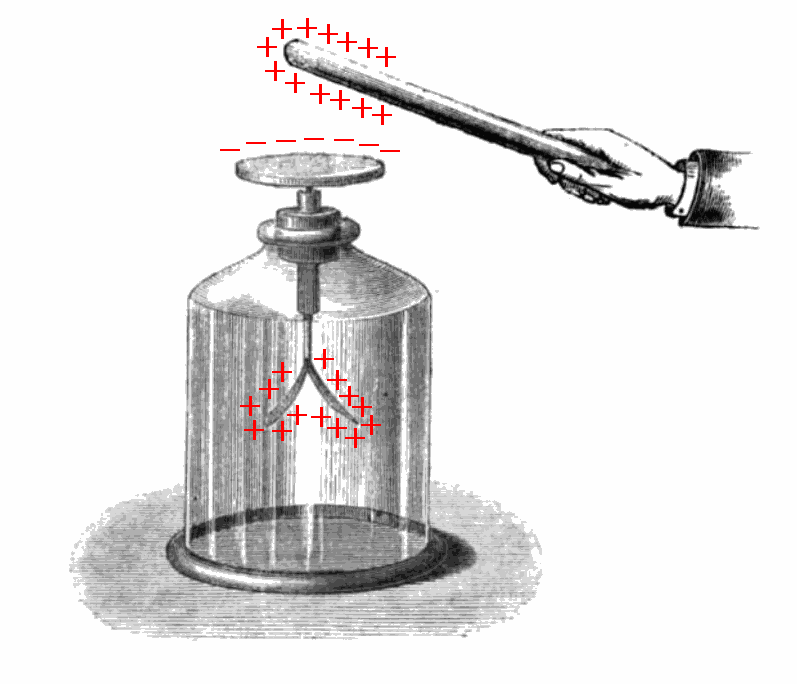
Простейший электроскоп

Для обнаружения и измерения совокупного электрического заряда тела применяется электроскоп, который состоит из металлического стержня — электрода и подвешенных к нему двух листочков фольги. При прикосновении к электроду заряженным телом носители электрического заряда стекают через электрод на листочки фольги, листочки оказываются одноимённо заряженными и поэтому отклоняются друг от друга.
Также может применяться электрометр, в простейшем случае состоящий из металлического стержня и стрелки, которая способна вращаться вокруг горизонтальной оси. При соприкосновении электрически заряженного тела со стержнем электрометра носители электрического заряда распределяются по стержню и стрелке, и силы отталкивания, действующие между носителями одноимённых электрических зарядов на стержне и стрелке, вызывают её поворот. Для измерения малых электрических зарядов используются более чувствительные электронные электрометры.